# Säkkijärvi (sjö i Finland)
Säkkijärvi är en sjö i Finland. Den ligger i kommunen Kauhajoki i landskapet Södra Österbotten, i den sydvästra delen av landet, 270 km nordväst om huvudstaden Helsingfors. Säkkijärvi ligger 166,3 meter över havet. Arean är 1,89 kvadratkilometer och strandlinjen är 9,47 kilometer lång. Sjön  ingår i Karvia å huvudavrinningsområde.   I omgivningarna runt Säkkijärvi växer i huvudsak blandskog.
I övrigt finns följande i Säkkijärvi:
- Saari (en ö)

I övrigt finns följande vid Säkkijärvi:
- Korkeakangas (en hed)